# React (Pussycat Dolls)
React è un singolo del gruppo pop statunitense Pussycat Dolls, pubblicato il 7 febbraio 2020.

## Antefatti
Le Pussycat Dolls erano completamente inattive dal 2010 e, durante questo lasso di tempo, in particolare Nicole Scherzinger aveva lavorato molto come cantante solista e come personaggio televisivo. A partire dal 2017 alcuni componenti del gruppo hanno iniziato a parlare di un possibile ritorno in scena della band, il quale si è concretizzato soltanto nel novembre 2019 con una performance tenutasi nel programma televisivo X Factor: Celebrity, in cui Scherzinger aveva un ruolo in giuria. Proprio in questa esibizione le Pussycat Dolls eseguono un pezzo di React, la cui versione in studio è stata pubblicata nel febbraio dell'anno successivo. Una versione non definitiva del brano è stata diffusa online nel gennaio 2020.

## Promozione
In concomitanza con la pubblicazione del brano, le Pussycat Dolls hanno preso parte a un evento in cui 20 fan hanno avuto modo di apprendere la coreografia ufficiale del singolo dal coreografo Todrick Hall e di incontrare le componenti della band. In seguito, il gruppo ne ha eseguito varie esibizioni televisive presso trasmissioni come Ant & Dec's Saturday Night Takeaway e The One Show, oltre a presentarlo anche all'interno di eventi non televisivi come il National Student Pride tenutasi presso il locale G-A-Y di Londra.

## Video musicale
Il video è stato pubblicato il 7 febbraio 2020 in contemporanea con la canzone. La clip è ricca di momenti di danza e presenta alcuni elementi già utilizzati durante la performance a X Factor Celebrity, tra cui l'utilizzo di acqua durante l'esecuzione delle coreografie.

## Successo commerciale
Nel Regno Unito React ha debuttato alla 29ª posizione, diventando l'undicesima top forty consecutiva del gruppo.